# مارکی میلفورد هیون
مارکی میلفورد هیون (به انگلیسی: Marquess of Milford Haven) عنوانی اشرافی در بریتانیا است که در سال ۱۹۱۷ ایجاد شده. عنوان مارکی میلفورد هیون توسط جرج پنجم برای شاهزاده لوییس باتنبرگ، لرد اول دریای پیشین ایجاد شد. لوییس که با خانواده سلطنتی بریتانیا نسبت فامیلی نیز داشت، به دلیل آلمان‌هراسی در هنگام جنگ جهانی اول از عناوین آلمانی خود چشم پوشید و نام خانوادگی خود را از باتنبرگ به صورت انگلیسی مونتباتن تغییر داد. همزمان عناوین ارل مدینا و ویکنت آلدرنی نیز ایجاد و به لوییس اعطا شدند. در حال حاضر نتیجه لوییس، جورج مونتباتن مارکی چهارم میلفورد هیون این عنوان را در اختیار دارد.